# Monastère de Koutloumousiou
Le monastère de Koutloumousiou (en grec moderne : Μονή Κουτλουμουσίου) est un des vingt monastères orthodoxes de la communauté monastique du mont Athos et occupe la 6e place dans le classement hiérarchique.
Situé au centre de la péninsule, tout près de la bourgade de Karyès, il est dédié à la Transfiguration du Seigneur, fête votive le 6 août (19 août).

## Histoire
Le monastère de Koutloumousiou est celui dont les origines sont les moins biens connues parmi les monastères de la Communauté monastique du Mont Athos. Malgré ce manque d'informations, le nom du monastère, qui n'est pas grec, a posé des questions sur le fondateur éponyme de celui-ci. Il aurait été fondé entre le Xe et le XIIIe siècle par un moine turc converti nommé Qutlumus/Koutloumous et baptisé Constantin. 
Il est plus ou moins admis qu'il serait d'origine seldjoukide, en raison du fait que le nom Qutlumus/Kutulmuch est donné au sein de la dynastie seldjoukide, notamment par Alp Arslan, qui donne ce nom à l'un de ses fils, Kutulmuch,,,,,,. Après la mort de ce fils, tous les enfants de Kutulmuch, y compris Soliman Ier, le fondateur du sultanat de Roum, prennent le nom de leur père,. Cela pousse Dumitru Nastase à l'identifier avec un frère de Soliman Ier.
Dans le passé, il a accueilli de nombreux moines roumains. Il a été détruit par un incendie en 1495.

## Patrimoine artistique
Fresques du catholicon, du style de l'école crétoise.